# Liste der Stolpersteine in Lippetal
Die Liste der Stolpersteine in Lippetal enthält alle Stolpersteine, die im Rahmen des gleichnamigen Kunstprojekts von Gunter Demnig in Lippetal verlegt wurden. Mit ihnen soll Opfern des Nationalsozialismus gedacht werden, die in der heutigen Gemeinde Lippetal lebten und wirkten.
Die Liste ist vorsortiert nach Adresse und innerhalb eines Standorts nach Namen.
| Name                   | Adresse                              | Bild | Inschrift | Verlegedatum  | Biografie und Anmerkungen                                                                               |
| ---------------------- | ------------------------------------ | ---- | --- | ------------- | --- |
| Paula Cohn             | Brückenstraße · Ecke Bahnhofstraße · |      | Hier wohnte Paula Cohn geb. Sommer Jg. 1877 deportiert 1942 Theresienstadt ermordet                                                | 11. Nov. 2019 | Das Wohnhaus der Familien Cohn/Sommer wurde im November 1938 unbewohnbar gemacht und später abgerissen. |
| Rudolf Cohn            | Brückenstraße · Ecke Bahnhofstraße · |      | Hier wohnte Rudolf Cohn Jg. 1883 ‚Schutzhaft‘ 1938 Sachsenhausen unfreiwillig verzogen Köln tot 2.2.1941 Jüdisches Krankenhaus     | 11. Nov. 2019 | Das Wohnhaus der Familien Cohn/Sommer wurde im November 1938 unbewohnbar gemacht und später abgerissen. |
| Jacob Julius Sommer    | Brückenstraße · Ecke Bahnhofstraße · |      | Hier wohnte Jacob Julius Sommer Jg. 1855 deportiert 1942 Theresienstadt ermordet 20.9.1942                                         | 11. Nov. 2019 | Das Wohnhaus der Familien Cohn/Sommer wurde im November 1938 unbewohnbar gemacht und später abgerissen. |
| Hermann Hoffmann       | Hovestädter Straße 5 ·               |      | Hier wohnte Hermann Hoffmann Jg. 1887 verhaftet 12.1.1938 Sachsenhausen deportiert 1942 Theresienstadt ermordet 11.9.1942          | 11. Nov. 2019 | |
| Adele Neukircher       | Hovestädter Straße 5 ·               |      | Hier wohnte Adele Neukircher geb. Hoffmann Jg. 1877 deportiert 1942 Theresienstadt 1942 Treblinka ermordet                         | 11. Nov. 2019 | |
| Alfred Neukircher      | Hovestädter Straße 5 ·               |      | Hier wohnte Alfred Neukircher Jg. 1888 Flucht 1934 Frankreich interniert Drancy deportiert 1942 ermordet in Auschwitz              | 11. Nov. 2019 | |
| Paul Julius Neukircher | Hovestädter Straße 5 ·               |      | Hier wohnte Paul Julius Neukircher Jg. 1876 ‘Schutzhaft‘ 1938 Sachsenhausen deportiert 1942 Theresienstadt 1942 Treblinka ermordet | 11. Nov. 2019 | |